# 2001年12月14日日食

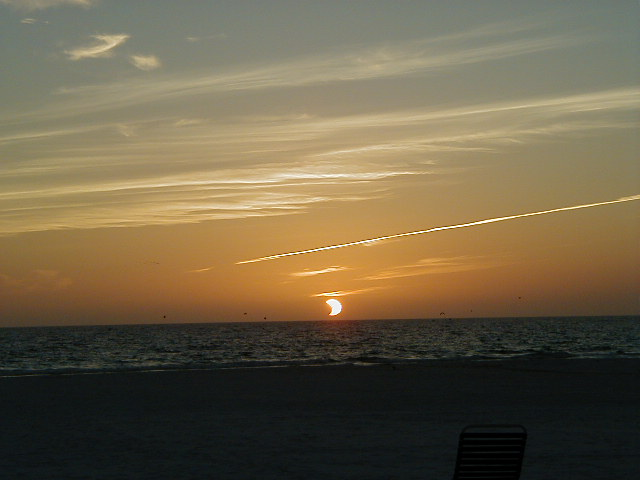
美国佛罗里达州午休礁日落時的日偏食

2001年12月14日日食是一次日環食，發生於2001年12月14日（東半球為12月15日）。新月當天（即朔日），地球上觀測到月球和太阳的角距離極小，此時月球如果恰好在月球交點附近，穿過太阳和地球之間，與地球、太阳接近一直線，則會出現日食。月球穿過太阳和地球之間，但距地球較遠，本影未能接觸地表，而使偽本影覆蓋的區域內看到月球的角直徑小於太陽，就形成日環食，同時在偽本影兩側數千公里的半影範圍內形成日偏食。此次日環食經過了哥斯达黎加、尼加拉瓜和哥伦比亚的離島聖安德烈斯島，日偏食則覆蓋了太平洋中東部和美洲中北部的大片區域。

## 日食概況

### 出現區域
太平洋北部、西北夏威夷群島庫雷環礁西北約610公里的洋面在12月15日日出時最先看到日環食，隨後月球偽本影向東南移動，不久就跨過國際日期變更線，直到在馬克薩斯群島東北約1400公里的洋面達到最大食分。此後偽本影逐漸轉向東北，在即將離開地表前，劃過中美洲進入加勒比海，覆蓋了哥伦比亚的聖安德烈斯島後，在12月14日日落時分結束於牙买加和哥伦比亚大陸部分之間的海域。陸地上看到的日環食均在12月14日。
此次環食帶覆蓋範圍內絕大部分是海洋，偽本影經過的陸地僅有中美洲的約250公里和哥伦比亚的一個島嶼，依次包括：
- ：瓜納卡斯特省除北端外的大部、蓬塔雷纳斯省西北部、阿拉胡埃拉省除極西北角外的絕大部分、圣何塞省西北部、埃雷迪亞省、卡塔戈省西北角、利蒙省北部，其中首都聖荷西接近環食帶南緣，其南郊只能看到日偏食，而城市中心及北部都能看到日環食，是本次環食帶內唯一首都；
- 尼加拉瓜：里瓦斯省極東南角、聖胡安河省東南半部、南大西洋自治區南部；
- 哥伦比亚：聖安德列斯-普羅維登西亞和聖卡塔利娜群島省中的聖安德烈斯島。[3][4]

巧合的是，下一次日食，2002年6月10或11日的日環食，環食帶同樣只覆蓋了極少的陸地。
除了上述狹窄的環食帶內能看到日環食之外，月球半影覆蓋範圍內都能看到日偏食，包括北美洲的加拿大西南部和南部、美国除阿拉斯加州北半部和東北部的最東端以外的大部分、墨西哥、中美洲、除百慕大和巴巴多斯外所有加勒比地區島嶼，南美洲的哥伦比亚、委內瑞拉、圭亚那西半部、厄瓜多尔、秘鲁、智利最北端、玻利維亞、巴西亞馬遜盆地西部，及太平洋中東部諸島嶼。其中絕大部分位於國際日期變更線以東，在12月14日看到日食，剩下的部分在12月15日看到日食。

此次日環食過程中月影在地表移動的動畫

### 基本參數
- 類型：日環食
- 食甚中心處（位於馬克薩斯群島東北約1400公里的太平洋）資料：
  - 時間：2001年12月14日20:51:56.8
  - 地點：0°38.1′N 130°42.1′W / 0.6350°N 130.7017°W
  - 食分：0.9681（環食帶內最大）
  - 偽本影寬度：125.6公里
  - 日環食持續時間：3分52.9秒
- 環食最長處資料：
  - 時間：2001年12月14日21:07:23
  - 地點：0°14′S 126°41′E / 0.233°S 126.683°E
  - 偽本影寬度：127.4公里
  - 日環食持續時間：3分54.1秒（環食帶內最長）[6]

## 觀測
由於環食帶覆蓋的陸地極為有限，本次日環食的觀測者都集中在中美洲，尤其是環食帶覆蓋範圍最大、太阳高度角也最高的哥斯达黎加。但日環食發生時，該國許多地區都是陰天或下雨，只有部分觀測者看到了環食。多國科學家組成的國際掩星定時協會（International Occultation Timing Association）觀測隊在位於環食帶北緣的聖羅薩國家公園，計劃用日月視圓面相切時的贝利珠測量太阳直徑但未能成功。哥斯大黎加大學和一些外國教授組成的觀測隊前往諾薩拉區以北數公里的奧斯蒂翁納爾，日食最初階段可以透過雲看到太阳，而太阳表面被月球遮掩約80%時完全被雲層覆蓋，此後包括環食階段均未能觀測。
巧合的是，2001年雙子座流星雨的極大出現在當地時間12月14日的凌晨，距日環食不到24小時。

## 相關的日食

### 2000-2003年的日食
月球交替位於相對的月球交點時，以半個交點年（食年），即約177天又4小時間隔出現下列日食。
註：2000年2月5日和2000年7月31日的日偏食屬於上一組交點年系列。
| 日食列表  |           |           |           |           |           |           |           |           |           |           |           |
| 1997-2000 | 2000-2003 | 2004-2007 | 2008-2011 | 2011-2014 | 2015-2018 | 2018-2021 | 2022-2025 | 2026-2029 | 2029-2032 | 2033-2036 | 2036-2039 |

| 升交點                   | 升交點                  |                              | 降交點                    | 降交點 |
| 沙羅週期                 | 地圖                    | 沙羅週期                     | 地圖                      |        |
| 117                      | 2000年7月1日 偏食（南） | 122                          | 2000年12月25日 偏食（北） |        |
| 127 赞比亚路沙卡的日全食 | 2001年6月21日 全食      | 132 美国明尼阿波利斯的日偏食 | 2001年12月14日 環食       |        |
| 137 美国洛杉矶的日偏食   | 2002年6月10日 環食      | 142 澳大利亚伍默拉的日全食   | 2002年12月4日 全食        |        |
| 147 蘇格蘭庫洛登的日環食 | 2003年5月31日 環食      | 152                          | 2003年11月23日 全食       |        |

### 沙羅周期
沙羅週期長度為18年11天。本次日食屬於沙羅週期132，共包含71次日食，依次為1208年8月13日至1551年3月7日的20次日偏食、1569年3月17日至2146年3月12日的33次日環食、2164年3月23日至2182年4月3日的2次全環食（亦稱混合食）、2200年4月14日至2308年6月19日的7次日全食、2326年6月30日至2470年9月25日的9次日偏食，總共歷時1262.11年。其中最長的全食發生於2290年6月8日，共持續2分14秒。
下表列舉了1901年至2100年間發生的屬於該周期的日食，是第40至50次：
| 40             | 41            | 42             |
| -------------- | ------------- | -------------- |
| 1911年10月22日 | 1929年11月1日 | 1947年11月12日 |
| 43             | 44            | 45             |
| 1965年11月23日 | 1983年12月4日 | 2001年12月14日 |
| 46             | 47            | 48             |
| 2019年12月26日 | 2038年1月5日  | 2056年1月16日  |
| 49             | 50            |                |
| 2074年1月27日  | 2092年2月7日  |                |

## 外部連結
- NASA日食專頁（页面存档备份，存于）（英文）
- 可見區域圖和時間統計：由弗雷德·埃斯佩纳克做出的日食預報，NASA/GSFC
  - Google互動地圖呈現的日食範圍
  - 貝塞爾元素
- Google地圖顯示的日環食和日偏食範圍（页面存档备份，存于）（法文）（英文）

圖片：
- 世界多地日環食及日偏食照片[]
- Spaceweather.com的多地日環食及日偏食照片（页面存档备份，存于）（英文）
- 雲端上的日偏食，2001年12月21日每日一天文圖，拍攝於美国德梅因附近
- 美国多地的日偏食[]（英文）

| \| \| 日食 \|                             |                               |                                           |
| 上一次日食： 2001年6月21日日食 （日全食） | 2001年12月14日日食 （日環食） | 下一次日食： 2002年6月10日日食 （日環食） |
| 上一次日環食： 1999年2月16日日食          | 2001年12月14日日食 （日環食） | 下一次日環食： 2002年6月10日日食          |
|                                           | 日食                          |                                           |